# Famille Paillé
Cette page explique l’histoire ou répertorie les différents membres de la famille Paillé.
La famille Paillé est une famille québécoise comptant plusieurs membres qui sont impliqués en politique active, dans les communications, le journalisme, les sciences sociales, etc. 
- André Paillé, animateur à la radio et à la télévision privées de Québec.

- Daniel Paillé. économiste, administrateur, professeur et homme politique.

- Michel Paillé, démographe spécialisé en démographie linguistique du Québec et du Canada.

- Pascal-Pierre Paillé, éducateur et homme politique.